# Rodd Point
Rodd Point è un piccolo sobborgo di Sydney, Nuovo Galles del Sud, Australia.

## Geografia fisica
Il sobborgo di Rodd Point è situato 9 kilometri ad ovest dalla city di Sydney, nel Local Government Area di City of Canada Bay.
Rodd Point sorge sulla costa occidentale dell'Iron Cove, sul Fiume Paramatta, confina a nord con i sobborghi di Russell Lea e Drummoyne ad ovest con il sobborgo di Five Dock, a sud con i sobborghi di Haberfield e Leichhardt e ad est con il sobborgo di Lilyfield. Del territorio del sobborgo fa parte anche l'isola di Rodd Point.

## Storia
Il nome di Rodd Point si deve alla famiglia Rodd che contribuì per più di un secolo allo sviluppo di quest'area. Brent Clements Rodd (1809-1898) acquistò l'area dalla Five Dock Farm Estate nel 1836. Brent ebbe 12 figli e molte delle vie del sobborgo sono dedicate a membri di questa famiglia: Brent, Brisbane, Burnell, Clements, Janet, Lenore, Rodd, Trevanion e Undine. Barnstaple Road, ha invece preso il suo nome dalla città del sud-ovest dell'Inghilterra da cui proveniva la famiglia Rodd.
L'isola Rodd tra il 1888 e il 1894 è stata utilizzata da scienziati inviati da Louis Pasteur per sperimentare un metodo che utilizzava il virus del colera aviare per controllare la popolarione dei conigli australiani riprodottosi in maniera esponenziale e incontrollata. Adesso l'isola fa parte del Sydney Harbour National Park.